# Дусик Сергій Вікторович
Сергій Вікторович Дусик — український військовослужбовець, генерал-майор Служби безпеки України, учасник російсько-української війни. Начальник Центру спеціальних операцій боротьби з тероризмом, захисту учасників кримінального судочинства та працівників правоохоронних органів Служби безпеки України (від 19 травня 2020 до 14 квітня 2023 року).
У 2011 році переміг на чемпіонаті СБУ з рукопашного бою.

## Військові звання
- генерал-майор (24 серпня 2022)[4];
- бригадний генерал (24 серпня 2021)[5];
- полковник (до 2021).

## Нагороди
- орден Богдана Хмельницького III ступеня (2022) — за особисту мужність і самовіддані дії, виявлені у захисті державного суверенітету та територіальної цілісності України, вірність військовій присязі[6].